# Malaysia Airlines
Malaysia Airlines System (MAS)  najveći je zračni prijevoznik iz Malezije. Glavno središte kompanije je u međunarodnoj zračnoj luci Kuala Lumpur, a druga središta su u zračnim lukama Kota Kinabaluu i Kuching. Malaysia Airlines je član udruženja Oneworld, a sponzor za ulazak u udruženje im je bio Qantas.
Malaysia Airlines leti prema 61 odredištu uglavnom u istočnoj i južnoj Aziji, Bliskom Istoku te između Europe i Australije. 
U svom vlasništvu imaju i zračne prijevoznike Firefly, MASwings i MASKargo.
Kompanija je osnovana 1947. kao Malayan Airways ali je nakon stjecanja nezavisnosti prvo promijnila naziv u Malaysia-Singapore Airlines da bi se na kraju razdvojila na dvije zasebne kompanije, Malaysian Airlines i Singapore Airlines.

## Flota
Malaysia Airlines flota sastolji se od sljedećih zrakoplova (rujan 2017.):
| Zrakoplov         | U floti | Naručeno | Broj putnika | Broj putnika | Broj putnika | Broj putnika | Bilješke           |
| Zrakoplov         | U floti | Naručeno | F*           | C*           | Y*           | Ukupno       | Bilješke           |
| ----------------- | ------- | -------- | ------------ | ------------ | ------------ | ------------ | ------------------ |
| Airbus A330-300   | 15      | 0        | 0            | 36           | 247          | 283          |                    |
| Airbus A350-900   | —       | 6        | 4            | 31           | 251          | 286          |                    |
| Airbus A380-800   | 6       | —        | 8            | 66           | 420          | 494          |                    |
| Boeing 737-800    | 48      | —        | 0            | 16           | 150          | 166          |                    |
| Boeing 737-800    | 48      | —        | 0            | 16           | 144          | 160          | Zamjena za 737-400 |
| Boeing 737 MAX 8  | —       | 15       | u najavi     | u najavi     | u najavi     | u najavi     |                    |
| Boeing 737 MAX 10 | —       | 10       | u najavi     | u najavi     | u najavi     | u najavi     |                    |
| MAS Cargo flota   |         |          |              |              |              |              |                    |
| Airbus A330-200F  | 3       | —        | N/A          | N/A          | N/A          | N/A          |                    |
| Ukupno            | 72      | 31       |              |              |              |              |                    |

* F, C i Y su kodovi koji označavaju klasu sjedala u zrakoplovima, a određeni su od strane Međunarodne udruge za zračni prijevoz. 
Malaysia Airlines je 2003. potpisala ugovor o kupnji šest Airbus A380-800 zrakoplova. Prvi komercijalni let s novim zrakoplovom kompanija je ostvarila 1. srpnja 2012. Bio je to let od Kuala Lumpura do Londona. Maysia Airlines trenutno leti dva puta dnevno na toj relaciji te jednom dnevno na relaciji Kuala Lumpur - Paris i Kuala Lumpur - Hong Kong.

## Nesreće i incidenti
- 4. prosinca 1977. - Malaysia Airlines let 653, Boeing 737-200 (9M-MBD) je otet i srušen u Tanjung Kupangu, Johor, pri čemu je poginulo 100 osoba u zrakoplovu. Do danas je to ostala najsmrtonosnija nesreća za Malaysian Airlines.

- 15. rujna 1995. - Malaysia Airlines let 2133, Fokker 50 (9M-MGH) srušio se na prilazu u Tawau, Sabah zbog pogreške pilota. Poginule su 34 osobe.[6]

- 18. prosinca 1983. - Malaysia Airlines let 684, Airbus A300-B4 (OY-KAA) iznajmljen od Scandinavian Airlinesa srušio se dva kilometra prije piste u Subangu na letu iz Singapura. Nije bilo žrtava ali je zrakoplov otpisan.[7]

- 15. ožujka 2000. - Malaysia Airlines let 85, Airbus A330-300 (9M-MKB) je oštećen kemikalijom oxalyl klorid koja je iscurila prilikom istovara i oštetila trup zrakoplova. Pet godina star zrakoplov je oštećen u toj mjeri da je morao biti otpisan.[8]

- 8. ožujka 2014. - Malaysia Airlines let 370, Boeing 777-200 na letu iz Kuala Lumpura za Peking je izgubio kontakt sa zračnom kontrolom. U zrakoplovu je bilo 227 putnika i 12 članova posade koji su vjerojatno poginuli. Zrakoplov je bio star više od 11 godina. Do sada je pronađeno krilo zrakoplova na otoku La Reunion za koje se naknadno potvrdilo da pripada nestalom zrakoplovu. Na istom otoku su pronađena vrata za koja još nije potvrđeno da pripada Boeingu 777. Kompanija je 24. ožujka 2014. objavila da se zrakoplov srušio u južnom dijelu indijskog oceana. Do toga zaključka su došli na osnovu podatka o posljednjoj lokaciji zrakoplova, a s te lokacije zrakoplov nije imao dovoljnu količinu goriva da stigne do bilo koje zračne luke.[9]

- 17. srpnja 2014. - Malaysia Airlines let 17, Boeing 777-200ER (9M-MRD) na letu iz Amsterdama za Kuala Lumpur srušio se na istoku Ukrajine. U zrakoplovu se nalazilo 283 putnika i 15 članova posade. Zrakoplov je pogođen projektilom sa zemlje te je nakon toga pao. Na tom području su se u to vrijeme vodile teške borbe između ukrajinskih vlasti i separatista te su se dvije zaraćene strane međusobno optužile da su odgovorne za rušenje zrakoplova. Nije bilo preživjelih.[10][11]